# 西出将之
西出 将之（にしで まさゆき、1965年8月3日 - ）は、日本のテレビプロデューサー、実業家。朝日放送グループホールディングス代表取締役社長、朝日放送テレビ取締役（非常勤）、ABCアニメーション取締役会長・前代表取締役社長。

## 経歴
1989年に早稲田大学商学部を卒業し同年4月、当時の朝日放送に入社、以来主にアニメ作品のプロデュースを手掛ける。2013年4月、朝日放送東京支社コンテンツ事業部マネージャーに就任。
2016年7月、朝日放送から分社したABCアニメーションに出向、代表取締役社長に就任。2019年10月に朝日放送グループホールディングスコンテンツ開発室長に就任。2021年4月朝日放送グループホールディングス執行役員兼ABCアニメーション代表取締役会長、2024年4月朝日放送グループホールディングス常務執行役員兼ABCアニメーション取締役会長。
2024年10月1日に、沖中進の後任として朝日放送グループホールディングス社長に就任。就任時点での肩書は社長執行役員だったが、2025年6月に開催の定時株主総会と取締役会の決議を経て、正式に代表取締役社長に就任した。

## 担当作品

### テレビアニメ
- Yes!プリキュア5GoGo!（2008年 - 2009年、企画）
- フレッシュプリキュア!（2009年 - 2010年、企画）
- ハートキャッチプリキュア!（2010年 - 2011年、企画）
- スイートプリキュア♪（2011年 - 2012年、企画）
- スマイルプリキュア!（2012年 - 2013年、企画）
- Free!（2013年、プロデューサー）
- サーバント×サービス（2013年、プロデューサー）
- 幻影ヲ駆ケル太陽（2013年、プロデューサー）
- Free! -Eternal Summer-（2014年、プロデューサー）
- アルドノア・ゼロ（2014年 - 2015年、プロデューサー）
- ハピネスチャージプリキュア!（2014年 - 2015年、企画）
- 学戦都市アスタリスク（2015年 - 2016年、プロデューサー）
- プラスティック・メモリーズ（2015年、プロデューサー）
- Go!プリンセスプリキュア（2015年 - 2016年、企画）
- GANGSTA.（2015年、プロデューサー）
- 魔法つかいプリキュア!（2016年 - 2017年、企画）
- 無彩限のファントム・ワールド（2016年、エグゼクティブプロデューサー）
- 灰と幻想のグリムガル（2016年、企画）
- キズナイーバー（2016年、チーフプロデューサー）
- B-PROJECT〜鼓動*アンビシャス〜（2016年、企画）
- orange（2016年、製作）
- クオリディア・コード（2016年、エグゼクティブプロデューサー）
- Occultic;Nine -オカルティック・ナイン-（2016年）
- 小林さんちのメイドラゴン（2017年、製作）
- キラキラ☆プリキュアアラモード（2017年 - 2018年、企画）
- サクラクエスト（2017年、製作）
- Re:CREATORS（2017年、企画）
- THE IDOLM@STER Prologue SideM -Episode of Jupiter-（2017年、企画）
- アイドルマスター SideM（2017年、企画）
- グランクレスト戦記（2018年、企画）
- ヴァイオレット・エヴァーガーデン（2018年、製作)
- ダーリン・イン・ザ・フランキス（2018年、企画）
- HUGっと!プリキュア（2018年 - 2019年、企画）
- Free!-Dive to the Future-（2018年、製作・プロデューサー）
- 青春ブタ野郎はバニーガール先輩の夢を見ない（2018年、企画）
- ベルゼブブ嬢のお気に召すまま。（2018年、企画）
- 同居人はひざ、時々、頭のうえ。（2019年、企画）
- B-PROJECT〜絶頂*エモーション〜（2019年、企画）
- スター☆トゥインクルプリキュア（2019年 - 2020年、企画）
- この世の果てで恋を唄う少女YU-NO（2019年、企画）
- 賢者の孫（2019年、製作）
- 本好きの下剋上 司書になるためには手段を選んでいられません (第1期)（2019年、企画）
- 放課後さいころ倶楽部（2019年、企画）
- 私、能力は平均値でって言ったよね!（2019年、企画）
- 痛いのは嫌なので防御力に極振りしたいと思います。（2020年、製作）
- 22/7（2020年、企画）
- ヒーリングっど♥プリキュア（2020年 - 2021年、企画）
- 球詠（2020年、企画）
- 本好きの下剋上 司書になるためには手段を選んでいられません (第2期)（2020年、企画）
- 宇崎ちゃんは遊びたい!（2020年、製作）
- いわかける! - Sport Climbing Girls -（2020年、企画・製作）
- キミと僕の最後の戦場、あるいは世界が始まる聖戦（2020年、製作）
- 神様になった日（2020年、企画・プロデューサー）
- エビシー修業日記（2021年、企画）
- バック・アロウ（2021年、企画）
- SK∞ エスケーエイト（2021年、企画）
- トロピカル〜ジュ!プリキュア（2021年 - 2022年、企画）
- 美少年探偵団（2021年、企画）
- 小林さんちのメイドラゴンS（2021年、製作）
- 迷宮ブラックカンパニー（2021年、エグゼクティブプロデューサー）
- ジャヒー様はくじけない!（2021年、製作）
- ヴィジュアルプリズン（2021年、企画）
- 東京24区（2022年、企画）
- 怪人開発部の黒井津さん（2022年、製作）
- デリシャスパーティ♡プリキュア（2022年 - 2023年、企画）
- 可愛いだけじゃない式守さん（2022年、企画）
- リコリス・リコイル（2022年、企画）
- Engage Kiss（2022年、企画）
- 最近雇ったメイドが怪しい（2022年、製作）
- 宇崎ちゃんは遊びたい!ω（2022年、エグゼクティブプロデューサー）
- 4人はそれぞれウソをつく（2022年、企画）
- 氷属性男子とクールな同僚女子（2023年、製作）
- ツルネ -つながりの一射-（2023年、エグゼクティブプロデューサー）
- 老後に備えて異世界で8万枚の金貨を貯めます（2023年、企画）
- ひろがるスカイ!プリキュア（2023年 - 2024年、企画）
- Buddy Daddies（2023年、企画）
- 痛いのは嫌なので防御力に極振りしたいと思います。2（2023年、エグゼクティブプロデューサー）
- 異世界召喚は二度目です（2023年、製作）
- 実は俺、最強でした?（2023年、企画）
- キボウノチカラ〜オトナプリキュア'23〜（2023年、企画）
- 新しい上司はど天然（2023年、企画）
- 最強タンクの迷宮攻略〜体力9999のレアスキル持ちタンク、勇者パーティーを追放される〜（2024年、製作）
- 最弱テイマーはゴミ拾いの旅を始めました。（2024年、製作）
- 戦国妖狐（2024年、製作）
- わんだふるぷりきゅあ!（2024年、企画）
- 響け！ユーフォニアム3（2024年、製作）

### 劇場アニメ
- 映画 プリキュアオールスターズDX みんなともだちっ☆奇跡の全員大集合!（2009年、企画）
- 映画 フレッシュプリキュア! おもちゃの国は秘密がいっぱい!?（2009年、企画）
- 映画 プリキュアオールスターズDX2 希望の光☆レインボージュエルを守れ!（2010年、企画）
- 映画 ハートキャッチプリキュア! 花の都でファッションショー…ですか!?（2010年、企画）
- 映画 プリキュアオールスターズDX3 未来にとどけ! 世界をつなぐ☆虹色の花（2011年、企画）
- 映画 プリキュアオールスターズNewStage みらいのともだち（2012年、企画協力）
- 映画 ドキドキ!プリキュア マナ結婚!!?未来につなぐ希望のドレス（2013年、企画協力）
- 映画 プリキュアオールスターズNewStage3 永遠のともだち（2014年、プランニングマネージャー）
- ハイスピード! Free! Starting Days（2015年、プロデューサー）
- 映画 Go!プリンセスプリキュア Go!Go!!豪華3本立て!!!（2015年、企画）
- 映画 聲の形（2016年、企画）
- 映画 魔法つかいプリキュア! 奇跡の変身!キュアモフルン!（2016年、企画・製作）
- 映画 プリキュアドリームスターズ!（2017年、企画・製作）
- 映画 キラキラ☆プリキュアアラモード パリッと!想い出のミルフィーユ!（2017年、製作）
- 映画 プリキュアスーパースターズ!（2018年、製作）
- 君の膵臓をたべたい（2018年、企画）
- 青春ブタ野郎はゆめみる少女の夢を見ない（2019年、企画）
- 映画 スター☆トゥインクルプリキュア 星のうたに想いをこめて（2019年、製作）
- 映画 プリキュアミラクルリープ みんなとの不思議な1日（2020年、製作）
- 映画 ヒーリングっど♥プリキュア ゆめのまちでキュン!っとGoGo!大変身!!（2021年、製作）
- 映画 トロピカル〜ジュ!プリキュア 雪のプリンセスと奇跡の指輪!（2021年、製作）
- 映画 デリシャスパーティ♡プリキュア 夢みる♡お子さまランチ!（2022年、製作）
- 映画 プリキュアオールスターズF（2023年、製作）

### テレビドラマ
- 封刃師（2022年、企画）